# Album II
Album II är ett musikalbum av Loudon Wainwright III lanserat 1971 på skivbolaget Atlantic Records. Albumet var som titeln indikerar hans andra studioalbum, och det sista han gjorde för Atlantic. Liksom hans debutalbum är inspelningarna minimalistiska, Wainwright själv ackompanjerar sina låtar med gitarr eller piano. Texterna behandlar till viss del mycket mörka ämnen, men med en humoristisk synvinkel. Liksom majoriteten av Wainwrights album sålde albumet i små mängder.

## Låtlista
1. "Me and My Friend the Cat" – 3:23
2. "Motel Blues" – 2:50
3. "Nice Jewish Girls" – 2:09
4. "Be Careful, There’s a Baby in the House" – 3:18
5. "a. I Know I’m Unhappy / b. Suicide Song / c. Glenville Reel" – 3:10
6. "Saw Your Name in the Paper" – 2:14
7. "Samson and the Warden" – 3:09
8. "Plane; Too" – 3:10
9. "Cook That Dinner, Dora" – 2:06
10. "Old Friend" – 2:57
11. "Old Paint" – 3:50
12. "Winter Song" – 3:30